# Língua nias
A língua Nias é um idioma austronésio falado na ilha de Nias e nas Ilhas Batu nas proximidades do litoral oeste de Sumatra, Indonésia. Faz parte do subgrupo de línguas do Noroeste da Sumatra, o qual também ia língua mentawai e as línguas batak. Eram cerca de 770 mil os seus falantes em 2000e a língua tem três dialetos principais: Norte, Central e Sul.

## Escrita
A língua Nias usa o alfabeto latino sem as letras J, Q, X, porém usando as formas Ü, Kh, Mb, Ndr, ß

## Fonologia
O dialeto sul do Nias apresenta os seguintes fonemas:
|         | Anterior | Central | Posterior |
| Fechada | i        |         | u         |
| Média   | e        | ⟨ö⟩ ɤ   | o         |
| Aberta  |          | a       |           |

|                | Labial   | Dental/ Alveolar | Palato- alveolar  | Palatal | Velar    | Glotal  |
| Nasal oclusiva | m        | n                |                   |         |          |         |
| Oclusiva       | b        | t d ⟨ndr⟩ [dʳ]   | ⟨c⟩ [tʃ] ⟨z⟩ [dʒ] |         | k ɡ      | ⟨'⟩ [ʔ] |
| Fricativa      | ɸ β      | s                |                   |         | ⟨kh⟩ [x] | h       |
| Aproximante    | ⟨ß⟩ [ʋ]  | l                |                   | ⟨y⟩ [j] | w        |         |
| Vibrante       | ⟨mb⟩ [ʙ] | r                |                   |         |          |         |

O real som de [ʔ] inicial não é claramente definível; não há em Nias palavras iniciando por vogal. O Nias Norte tem o som /ŋ/ mas não tem o /c/; e o /z/ é pronunciado [z].

## Gramática
O Nias é uma língua ergativa-absolutiva, parecendo que o caso absolutivo (modificado) seja o marcado, contra a tendência quase universal dessas línguas, onde a marcação é no ergativo.
Não há adjetivos em Nias, senso que essa função é feita por formas verbais.
Nias apresenta mutação de consoantes no início de substantivos  e de outras palavras para indicar o caso gramatical. Muitas das consoantes sofrem essas modificações conforme se vê na tabela a seguir. Quando uma palavra inicial por vogal,  tanto  n como g podem ser adicionados antes da vogal inicial, a escolha dependendo da condição léxica (Ex: öri ~ nöri é 'federação de vilas', öri ~ göri é 'bracelete'.)
| Forma básica | Forma mudada        |
| ------------ | ------------------- |
| f            | v                   |
| t            | d                   |
| s            | z                   |
| c            | z                   |
| k            | g                   |
| b            | mb                  |
| d            | ndr                 |
| vogal        | n + vogal g + vogaç |

Outras consoantes não mudam.
A forma não modificada é usada também para citações. A forma modificada somente ocorre no primeiro substantivo de uma frase nominal, não depois de umaconjunção (tal como “E”). Essa forma é usada para:
- caso absolutivo  (com verbo transitivo, somente na oração principal; com intransitivo, também nas orações subordinada)
- posses (somente substantivos (pronomes tomam o caso genitivo)
- objetos de preposições (pronomes tomam o caso genitivo)
- ambos argumentos de um mesmo verbo. Exemplos:

| a-ta'u          | mba'e         | nono           |
| estativo – medo | macaco (abs.) | criança (abs.) |
'O macaco tem medo da criança'
Ao mesmo tempo em que é uma forma de citação, a forma não modificada é usada para:
- caso ergativo
- ambos argumentos (A e P) numa cláusula dependente trasitica
- predicado nominal (verbo de ligação)
- com löna 'não existe'
- depois de algumas preposições (ex faoma 'com (instrumental)')
- tópico gramatical